# Rafflesia tuan-mudae
Rafflesia tuan-mudae je druh parazitické rostliny z rodu raflézie (Rafflesia), vyskytující se pouze v Indonésii na ostrovech Borneo a Sumatra. Vzhledem je podobná své příbuzné Rafflesia kerrii, od ní se však liší několika detaily a jiným obdobím květu. Její květ má červenou barvu, uprostřed je světle oranžová až tmavě žlutá. Vnitřek květu je oranžovo-červený. Podobně jako její příbuzná raflézie Arnoldova i tato rostlina patří k rostlinám s největšími květy mezi flórou světa.
Na Sumatře dosáhl v roce 2019 květ šířky 117 centimetrů.